# 新扎波里日亞 (扎波羅熱區)
新扎波里日亚（羅馬化：Nove Zaporizhzhia）是烏克蘭東南部扎波羅熱州扎波羅熱區多林斯克市镇内的村落，始建於1922年，面積21.8平方公里，海拔高度112米，2001年人口771，人口密度每平方公里35.3人。